# Khalid Amzil
 (juin 2025).
Khalid Amzil, né le 6 avril 1991, est un joueur de futsal international marocain.

## Biographie
À l'été 2012, Khalid Amzil rejoint l'AJM Faches-Thumesnil en provenance de Condé-sur-Escaut (DH).
Lors de la saison 2013-2014, Amzil évolue pour le Magic Thulin, en D2 belge série B, où il inscrit seize buts.
En octobre 2015, ancien joueur de D2 au Magic Thulin, Amzil évolue à l'AC Colfontaine-Hornu, promu en Nationale 3C de la Ligue francophone de football en salle (LFFS).
À l'été 2016, Khalid Amzil rejoint l'Étoile lavalloise Mayenne FC, en provenance de Faches dans le Nord. Dès sa première saison en Mayenne, Amzil est nommé meilleur joueur de l'année de la poule B de D2,. Durant la saison 2017-2018, il joue à la fois pour le club belge du GS Beobank Hoboken et toujours à Laval.
En 2018-2019, Amzil joue pour le club ambitieux français d'ACCES,,. Promue, l'équipe se hisse jusqu'en finale du championnat de France mais s'y incline.
En janvier 2021, Amzil part retrouver Francesco Cipolla (it), son ex-entraîneur à ACCES, à l'ASD Bernalda Futsal en Serie A2,,. Il est mentionné qu'il ne dispute qu'un ou deux match dans lequel il inscrit son seul but. Il quitte le club en août suivant.
Khalid Amzil rate le début de championnat 2022-2023 avec Laval à cause d'un tournoi disputé avec une autre équipe durant l'été. Comptant alors comme joueur muté, sa licence en France est provisoirement suspendue par la Fédération française de football. Le Lavallois ne fait alors que s’entraîner, et jouer avec l'équipe réserve du club.

### En sélection nationale
Khalid Amzil est le meilleur buteur de l'Équipe de France de futsal AMF avec quatorze réalisations en douze matchs.
En janvier 2018, Khalid Amzil est convoqué pour la première fois en équipe du Maroc FIFA, et connaît sa première sélection face au Portugal (2-2),,.

## Style de jeu
Avant le début de la saison 2022-2023, André Vanderlei, son entraîneur à l'Étoile lavalloise, déclare à propos de Khalid Amzil : « Il peut faire des merveilles balle au pied. Il a énormément de talent. C’est un excellent dribbleur mais qui parfois en fait trop. Il ne finalise jamais après un dribble, il revient toujours pour tenter un nouveau dribble ».

## Statistiques
| Saison                | Club                  | Championnat           | Championnat | Championnat | Coupe(s) nationale(s) | Coupe(s) nationale(s) | Maroc | Maroc | Total | Total |
| Saison                | Club                  | Division              | M.          | B.          | M.                    | B.                    | M.    | B.    | M.    | B.    |
| 2012-2013             | Faches-Thumesnil      | D1                    | -           | -           | -                     | -                     | -     | -     | 0     | 0     |
| 2013-2014             | Magic Thulin          | D2                    | -           | 16          | -                     | -                     | -     | -     | 0     | 16    |
| 2014-2015             | Magic Thulin          | D2                    | -           | -           | -                     | -                     | -     | -     | 0     | 0     |
| 2015-2016             | Colfontaine-Hornu     | D3                    | -           | -           | -                     | -                     | -     | -     | 0     | 0     |
| 2016-2017             | Étoile lavalloise     | D2                    | -           | -           | -                     | -                     | -     | -     | 0     | 0     |
| 2017-2018             | Étoile lavalloise     | D2                    | -           | -           | -                     | -                     | 1     | 0     | 1     | 0     |
| 2017-2018             | ZVC Hoboken           | -                     | -           | -           | -                     | -                     | -     | -     | 0     | 0     |
| 2018-2019             | ACCES                 | D1                    | 13          | 4           | 1                     | -                     | -     | -     | 14    | 4     |
| 2019-2020             | Lille Faches          | D2                    | -           | -           | -                     | -                     | -     | -     | 0     | 0     |
| 2020-0000             | ZVC Hoboken           | -                     | -           | -           | -                     | -                     | -     | -     | 0     | 0     |
| 0000-2021             | ASD Bernalda          | D3                    | 2           | 1           | -                     | -                     | -     | -     | 2     | 1     |
| 2021-2022             | Étoile lavalloise     | D1                    | -           | -           | -                     | -                     | -     | -     | 0     | 0     |
| 2022-2023             | Étoile lavalloise     | D1                    | -           | -           | -                     | -                     | -     | -     | 0     | 0     |
| Total sur la carrière | Total sur la carrière | Total sur la carrière | 15          | 21          | 1                     | 0                     | 1     | 0     | 17    | 21    |

## Palmarès
- Division 1 (1)
  - Champion : 2022-23
  - Finaliste : 2019 avec ACCES
- Coupe de France (1)
  - Vainqueur : 2022-23